# María Isabel

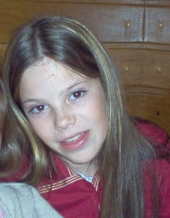
María Isabel (2007)

María Isabel Lopez Rodriguez (ur. 4 stycznia 1995 w Ayamonte) – hiszpańska piosenkarka i aktorka. Zwyciężczyni 2. Konkursu Piosenki Eurowizji Junior (2004).

## Wczesne lata
Urodziła się w Ayamonte, niewielkim mieście leżącym na południu Hiszpanii w prowincji Huelva w Andaluzji. Uczyła się w Instituto Secundaría Guadiana w Ayamonte. Od najmłodszych lat wykazywała swoje umiłowanie do muzyki, śpiewu i tańca. 

## Kariera muzyczna
W 2004 wzięła udział z piosenką „Antes muerta que sencilla” w hiszpańskich eliminacjach do 2. Konkursu Piosenki Eurowizji Junior. Wygrała finał selekcji, zostając reprezentantką Hiszpanii w finale konkursu, który rozegrano 20 listopada w Lillehammer. Zajęła w nim pierwsze miejsce, zdobywszy 171 punktów, w tym m.in. maksymalne noty 12 punktów z ośmiu państw.  Kilka dni przed występem w konkursie wydała debiutancki album studyjny, zatytułowany ¡No me toques las palmas que me conozco!. Po pięciu tygodniach po premierze dotarła z nim do pierwszego miejsca listy najczęściej kupowanych płyt w Hiszpanii, gdzie wyróżniono go certyfikatem platynowej płyty za sprzedaż w ponad 100 tys. egzemplarzy. W ramach promocji albumu odbyła światową trasę koncertową, obejmującą występy w kilku krajach Europy, w Ameryce Północnej i Południowej oraz w Japonii. Album osiągnął łączną sprzedaż w ponad 300 tys. egzemplarzach.
W październiku 2005 wydała drugi album studyjny pt.Numero 2, za którym niedługo po premierze odebrała certyfikat podwójnej platynowej płyty w Hiszpanii za sprzedaż w ponad 200 tys. egzemplarzy. Wraz z płytą sprzedawała firmowane przez siebie perfumy, również nazwane Numero 2. Również w 2005 wydała singiel „En mi jardin”, którym promowała hiszpańską wersję językową filmu animowanego Barbie i magia pegaza. 
Latem 2006 odbyła trasę koncertową po Hiszpanii, a pod koniec listopada wydała trzeci album studyjny pt. Capricornio. 27 listopada 2007 premierę miała nagrana przez nią ścieżka dźwiękowa do filmu Ángeles S.A, w którym zagrała jedną z głównych ról. W listopadzie 2009 wydała kolejny album pt. Los Lunnis con Maria Isabel, który promowała singlem „Cosquillitas”.
Pod koniec listopada 2015 wydała album pt. Yo decido, który promowała singlem „La vida sólo es una”. W grudniu wystąpiła gościnnie w jednym z odcinków czwartej edycji programu Tu cara me suena, wcielając się w Rihannę. Również w grudniu została ogłoszona jedną z finalistek programu Objetivo Eurovisión, mającego wyłonić reprezentanta Hiszpanii w 61. Konkursie Piosenki Eurowizji. 1 lutego 2016 wystąpiła z piosenką „La vida sólo es una” w finale selekcji i zajęła czwarte miejsce.
W styczniu 2024 została ogłoszona uczestniczką drugiej edycji programu Bailando con las estrellas, a jej partnerem tanecznym został Luis Montoro. 14 kwietnia 2024 para zwyciężyła w finale programu.

## Życie prywatne
Od 2016 jest związana  z Jesúsem Marchenem z którym ma córkę Dalianę (ur. 14 lutego 2023).

## Dyskografia

### Albumy studyjne
- ¡No me toques las palmas que me conozco! (2004)
- Número 2 (2005)
- Capricornio (2006)
- Ángeles S.A (2007)
- Los Lunnis con Maria Isabel (2009)
- Yo decido (2015)

## Filmografia
- 2007: Ángeles S.A.